# Crkvenac
 (novembre 2018).
- Si vous ne connaissez pas le sujet, laissez ce bandeau (vous pouvez alors contacter les auteurs).
- Si vous supprimez le contenu mis en cause (vous pouvez préalablement contacter les auteurs),

argumentez précisément cette suppression dans la page de discussion
(un manque de référence n'est pas un argument ; une recherche réelle de référence doit avoir été effectuée, être formellement documentée).
Crkvenac (en serbe cyrillique : Црквенац) est une localité de Serbie située dans la municipalité de Svilajnac, district de Pomoravlje. Au recensement de 2011, elle comptait 1 149 habitants.
Crkvenac est officiellement classé parmi les villages de Serbie.

## Démographie

### Évolution historique de la population
| 1948  | 1953  | 1961  | 1971  | 1981  | 1991  | 2002  | 2011  |
| ----- | ----- | ----- | ----- | ----- | ----- | ----- | ----- |
| 2 010 | 2 087 | 1 948 | 1 796 | 1 829 | 1 644 | 1 282 | 1 149 |

|  |